# Fals dilema
Un fals dilema (o de vegades anomenat falsa dicotomia) és un tipus de fal·làcia informal, més específicament una de les fal·làcies basades en correlacions, en què una afirmació afirma falsament una situació «o bé», quan en realitat hi ha almenys una opció addicional lògicament vàlida.
La fal·làcia del fals dilema també pot sorgir simplement per omissió accidental d'opcions addicionals en lloc de per engany deliberat. Per exemple, «en Pere es va pronunciar en contra del socialisme, per tant, ha de ser feixista» (potser no és ni socialista ni feixista ni un socialista que no està d'acord amb parts del socialisme). «En Roger es va oposar a un argument ateu contra el cristianisme, de manera que ha de ser cristià» (Quan se suposa que l'oposició per si mateixa significa que és cristià). En Roger podria ser un ateu que no està d'acord amb la lògica d'alguns arguments particulars contra el cristianisme. A més, pot ser el resultat de la tendència habitual, sigui quina sigui la causa, a veure el món amb conjunts limitats d'opcions.
Alguns filòsofs i erudits creuen que «tret que es pugui fer una distinció rigorosa i precisa, no és realment una distinció». Una excepció és el filòsof analític John Searle, que la va anomenar una hipòtesi incorrecta que produeix falses dicotomies. Searle insisteix que «és una condició de l'adequació d'una teoria precisa d'un fenomen indeterminat que hauria de caracteritzar precisament aquest fenomen com a indeterminat; i la distinció no deixa de ser una distinció per permetre una família de casos relacionats, marginals i divergents». De la mateixa manera, quan es presenten dues opcions, sovint són —encara que no sempre— dos punts extrems en cert espectre de possibilitats; això pot donar credibilitat a l'argument més ampli donant la impressió que les opcions són mútuament excloents, tot i que no cal que ho siguin. A més, les opcions de les falses dicotomies es presenten normalment com a exhaustives col·lectivament, en aquest cas la fal·làcia pot superar-se, o almenys debilitar-se, tenint en compte altres possibilitats, o potser considerant tot un espectre de possibilitats, com en la lògica difusa. Aquesta qüestió sorgeix de dicotomies reals a la natura, l'exemple més freqüent és l'aparició d'un esdeveniment. O va passar o no va passar. Aquesta ontologia estableix una construcció lògica que no es pot aplicar raonablement a l'epistemologia.